# Febernellikerod
Febernellikerod (Geum urbanum), ofte skrevet feber-nellikerod, er en flerårig, 30-70 cm høj plante i rosen-familien. Arten er udbredt i Europa samt Vest- og Nordasien. Blomsterne har udstående, 4-7 mm lange, gule kronblade. Bægerbladene er ved frugtmodning tilbagebøjede. De nødagtige delfrugter har en fast og vedvarende griffel med krog i spidsen, så de let hænger fast i forbipasserende. Febernellikerod er en gammel lægeplante, hvis tykke, indvendigt røde jordstængel har været anvendt mod mave- og tarmlidelser.
I Danmark er febernellikerod almindelig i løvskove, krat og nær bebyggelse. Den blomstrer i juni til august.
- Knopper og blomst.
- Blomst.
- Umoden frugt.